# Charmoille (Doubs)
Charmoille é uma comuna francesa na região administrativa de Borgonha-Franco-Condado, no departamento de Doubs. Estende-se por uma área de 10,14 km². Em 2010 a comuna tinha 332 habitantes (densidade: 32,7 hab./km²).